# Gudhjem

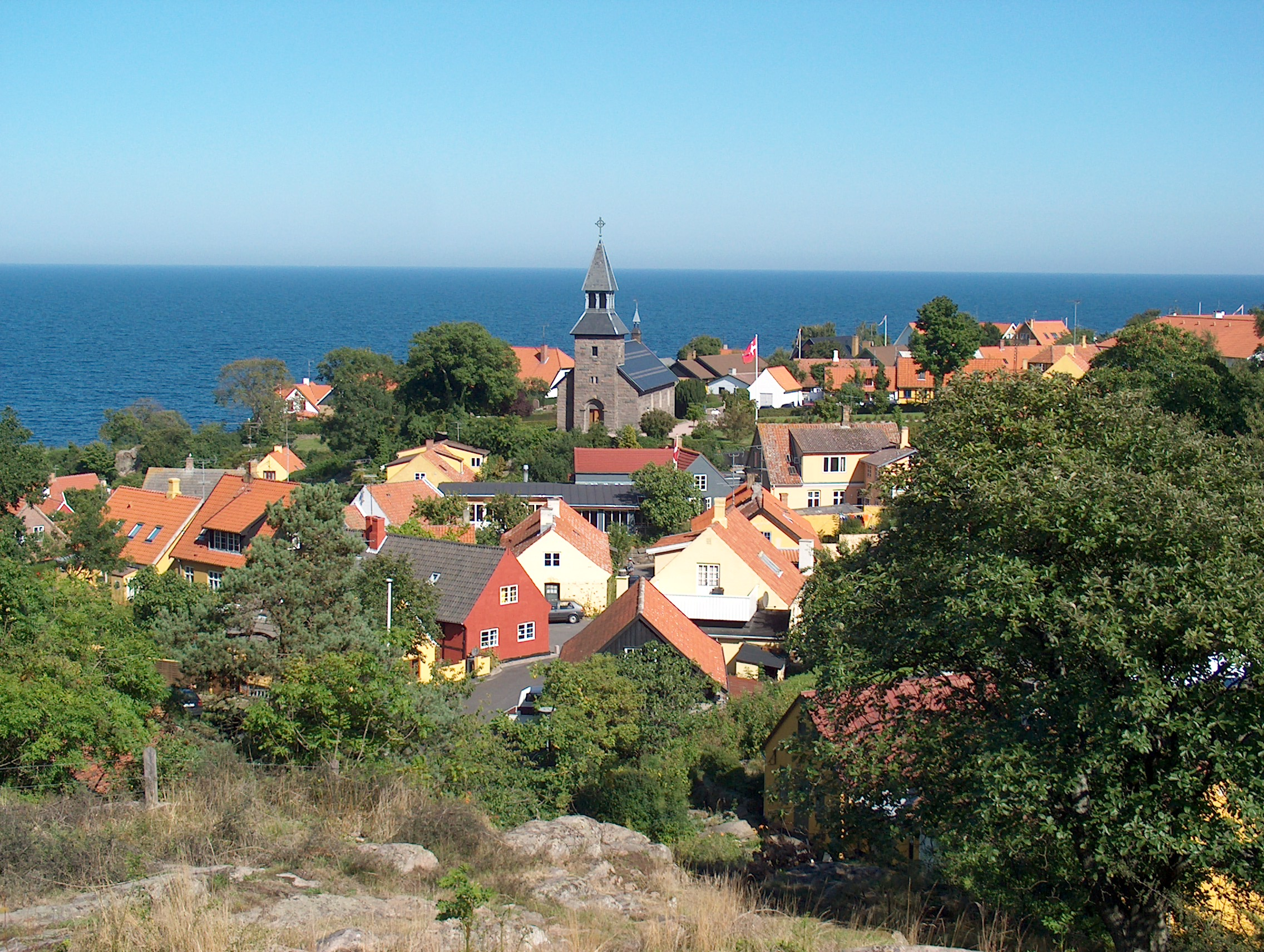
Utsikt över Gudhjem.

Gudhjem är en ort på norra Bornholm. Den hade 701 invånare 1 januari 2017.
Gudhjem har sedan länge fått sina huvudsakliga intäkter från fisket. Orten fick sin hamn några år före stormfloden 1872. Den blev då, likt många andra bornholmska hamnar, totalt ödelagd, och först 1883 stod den nya hamnen färdig. Fisket var som nämnt ortens största näring, och det visade sig snart att det var svårt att segla då det blåste kraftigt från öst. Därför beslutade fiskarna att anlägga en ny hamn vid Nørresand, som också kunde användas som nödhamn av hela nordkusten. Hamnen vid Nørresand började byggas 1889, och var färdig 1906.
Från Gudhjem finns färjeförbindelser till Christiansø, en förbindelse som i en eller annan form har funnits sedan 1684, då fästningen på den ön byggdes. Kungen gav fiskarna speciella privilegier i gengäld för att de stod till förfogande då det skulle seglas till ön.
Gudhjem är den plats där man först började röka sill.[källa behövs] En klassisk rätt är smörrebrödet "Sol over Gudhjem", dvs. rökt sill på grovt bröd med rödlök och en äggula, som symboliserar solen. Om sommaren röktes sillen i byns skorstenar, som på vintern användes till att röka korv. Runt 1840-talet började man skicka den rökta sillen till Köpenhamn. År 1894 infördes tidszonen Greenwich + 1 i Danmark (samma som Sverige införde) vilket skämtsamt kallades Gudhjemtid med tanke på att det motsvarar Gudhjems läge 15° longitud. Innan dess hade man Köpenhamnstid (Greenwich + 0:50).

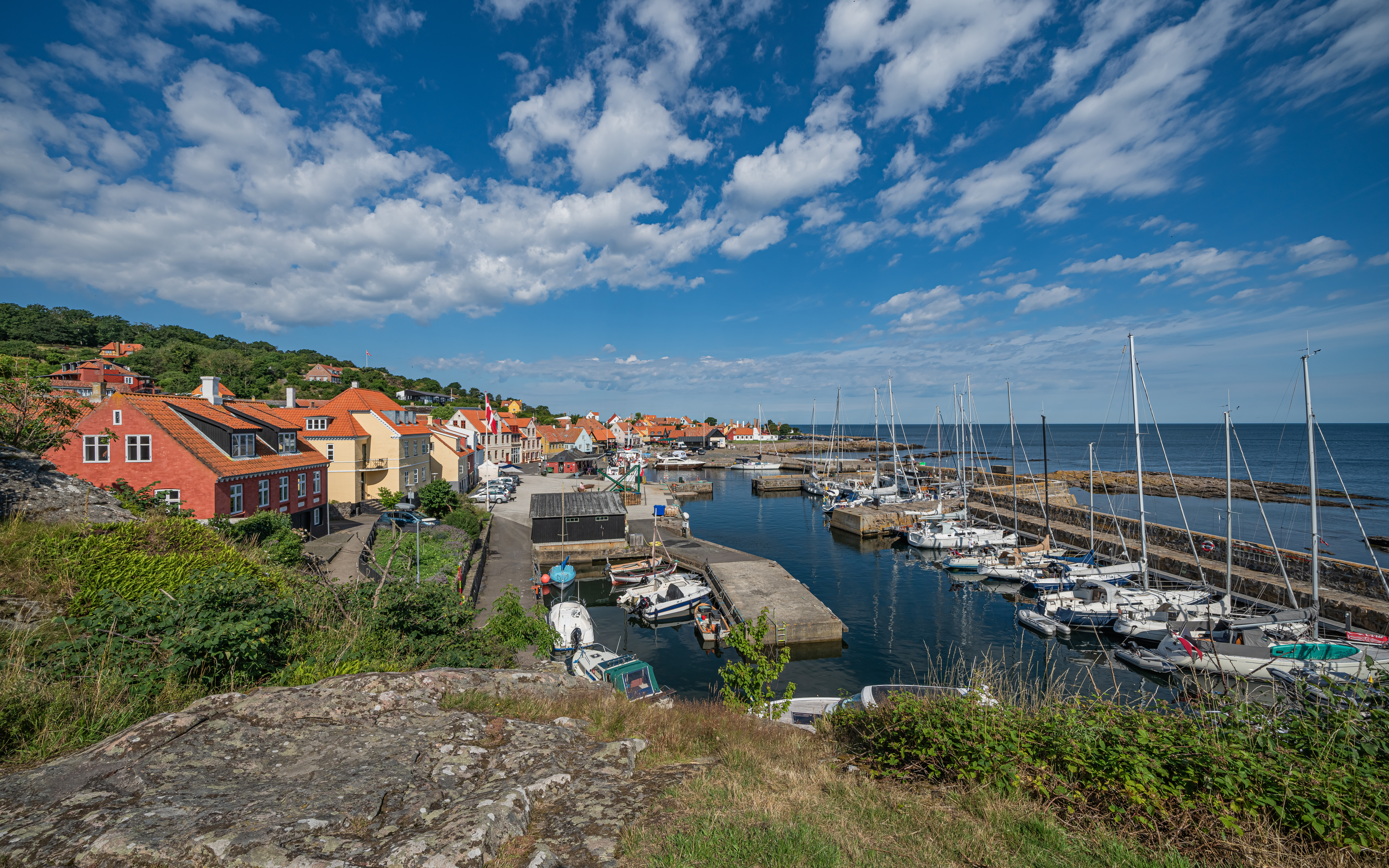
Hamnen i Gudhjem